# Élections dans les villages nordiques québécois de 2018
Les élections dans les villages nordiques québécois de 2018 se sont déroulées le 7 novembre 2018 dans les villages nordiques du Québec. Organisées par l'Administration régionale Kativik, elles visent à combler 14 postes de maires et 84 postes de conseillers municipaux pour un mandat de trois ans.

## Description
Le 7 novembre 2018, la population âgée de plus de 18 ans exerce son droit de vote dans une proportion de 55,23 %. Le plus haut taux de participation (67,69%) se trouve à Aupaluk, tandis que le plus faible (41,16%) se trouve à Kuujjuaq. La représentation politique des femmes poursuit sa progression : elles sont plus de la moitié (54,76%) des nouveaux conseillers municipaux, mais seulement 21,43% des maires.
À la suite des élections, l'Administration régionale Kativik (ARK) renouvelle son Comité administratif. Jennifer Munick est reconduite à son poste de présidente de l'organisation le 27 novembre 2018 (15 votes contre 12 pour son adversaire Hilda Snowball).

## Résultats

### Kangiqsualujjuaq
- Maire sortant : Hilda Snowball
- Maire élu : David Annanack
- Conseillers municipaux : Daniel Annanack, Nancy Etok, Norman Snowball, Hilda Snowball Jr., Johnny Sam Annanack, Maggie Emudluk Leduc.

| Candidat                       | Voix |
| ------------------------------ | ---- |
| David Annanack                 | 221  |
| Kitty Annanack                 | 79   |
| Tommy Stanley                  | 10   |
| Total                          | 310  |
| Taux de participation : 51.56% |      |

### Kuujjuaq
- Maire sortant : Tunu Napartuk
- Maire élu : Sammy Koneak
- Conseillers municipaux : Shirley White-Dupuis, Claude Gadbois, Allen Gordon, Bobby Snowball Sr., Jobie Tukkiapik, Larry Watt.

| Candidat                       | Voix |
| ------------------------------ | ---- |
| Sammy Koneak                   | 402  |
| Mary Johannes                  | 388  |
| Total                          | 790  |
| Taux de participation : 41.16% |      |

### Tasiujaq
- Maire sortant : Billy Cain
- Maire élu : Billy Cain
- Conseillers municipaux : Tommy Annanack, Annie Munick, Tommy Nayome, Mary Cain.

| Candidat                       | Voix |
| ------------------------------ | ---- |
| Billy Cain                     | 118  |
| Peter Angnatuk                 | 14   |
| Total                          | 132  |
| Taux de participation : 62.26% |      |

### Aupaluk
- Maire sortant : George Eetook
- Maire élu : Tamisa Grey
- Conseillers municipaux : Bobby Angutinguak, Lazarusie Angutinguak, Janice Grey[3], Jimmy Ningiuruvik, George Eetook, Louisa Grey.

| Candidat                       | Voix |
| ------------------------------ | ---- |
| Tamisa Grey                    | 53   |
| David Angutinguak              | 33   |
| Johnny Ovaut                   | 1    |
| Total                          | 87   |
| Taux de participation : 67.69% |      |

### Kangirsuk
- Maire sortant : Noah Eetook
- Maire élu : Noah Eetook
- Conseillers municipaux : Minnie Annahatak, Susie Thomassie, Jeannie Maggie Annahatak Nungak, Marcussie A. Eetook, Daisy S. Kudluk, Maggie Annahatak.

| Candidat                       | Voix                |
| ------------------------------ | ------------------- |
| Noah Eetook                    | Élu par acclamation |
| Total                          | 0                   |
| Taux de participation : 43.77% |                     |

### Quaqtaq
- Maire sortant : Robert Deer Sr.
- Maire élu : Jusipi Kulula
- Conseillers municipaux : Louisa K. Oovaut, Charlie Okpik, Eva Angnatuk Puttayuk, Charlie Tukkiapik, Lena Ezekiel, Bertha Adams.

| Candidat                       | Voix |
| ------------------------------ | ---- |
| Jusipi Kulula                  | 125  |
| Rhoda Aloupa Ezekiel           | 21   |
| Total                          | 146  |
| Taux de participation : 59.59% |      |

### Kangiqsujuaq
- Maire sortant : Charlie Arngak
- Maire élu : Qiallak Nappaaluk
- Conseillers municipaux : Charlie Arngak, Jessica Arngak, Christina Kiatainaq, Aquujaq Qisiiq, Minnie P. Nappaaluk, Mark Tertiluk.

| Candidat                       | Voix |
| ------------------------------ | ---- |
| Qiallak Nappaaluk              | 238  |
| Jaani Sakiagak                 | 60   |
| Total                          | 298  |
| Taux de participation : 61.02% |      |

### Salluit
- Maire sortant : Paulusie Saviadjuk
- Maire élu : Paulusie Papigatuk Sr.
- Conseillers municipaux : Annie O. Kenuayuak, Elisapie Nirsinik Yuliusie, Maggie Saviakjuk, Annie Alaku, Qalingo Angutigirk, Mark Okituk.

| Candidat                       | Voix |
| ------------------------------ | ---- |
| Paulusie Papigatuk Sr.         | 289  |
| Patulik Papigatuk              | 103  |
| Timmiaq Pauyungie              | 69   |
| Adamie A. Kadjulik             | 33   |
| Total                          | 494  |
| Taux de participation : 55.18% |      |

### Ivujivik
- Maire sortant : Tivi Iyaituk
- Maire élu : Salimuni Qavavauk
- Conseillers municipaux : Paulusi Saviakjuk, Alicie Simigak, Peter Iyaituk, Michelle Audlaluk, Arsiik Kanarjuaq, Charlie Paningajak.

| Candidat                        | Voix |
| ------------------------------- | ---- |
| Salimuni Qavavauk               | 70   |
| Mosusie Audlaluk                | 62   |
| Total                           | 132  |
| Taux de participation : 56.52 % |      |

### Akulivik
- Maire sortant : Mark Qumak
- Maire élu : Eli Aullaluk
- Conseillers municipaux : Mary Alaku Qullialuk, Joanasie Aliqu, Alacie Qaqutuk, Timothy Aliqu, Elisapi Irqumia.

| Candidat                        | Voix |
| ------------------------------- | ---- |
| Eli Aullaluk                    | 94   |
| Niali Aliqu                     | 64   |
| Markusi Anautak                 | 49   |
| Total                           | 207  |
| Taux de participation : 60.87 % |      |

### Puvirnituq
- Maire sortant : Levi Amarualik
- Maire élu : Lucy Qalingo Aupalu
- Conseillers municipaux : Aipilie Kenuayuak, Jenny Tulugak Irqu, Caroline Tulugak, Simon Novalinga, Maina Beaulne, Lucy Angiyou.

| Candidat                       | Voix |
| ------------------------------ | ---- |
| Lucy Qalingo Aupalu            | 214  |
| Paulusie S. Novalinga          | 137  |
| Muncy Novalinga                | 98   |
| Paulusie Angiyou               | 79   |
| James Napartuk                 | 47   |
| Adamie Angiyou                 | 39   |
| Total                          | 614  |
| Taux de participation : 54.39% |      |

### Inukjuak
- Maire sortant : Pauloosie J. Kasudluak
- Maire élu : Simeonie Nalukturuk
- Conseillers municipaux : Noah Pov, Sarollie Weetaluktuk, Richard Moorhouse, Aleashia Echalook, Lucassie Echalook, Johnny Smiler Irqumia.

| Candidat                       | Voix |
| ------------------------------ | ---- |
| Simeonie Nalukturuk            | 269  |
| Pauloosie J. Kasudluak         | 221  |
| Jackie Williams                | 82   |
| Total                          | 572  |
| Taux de participation : 55.80% |      |

### Umiujaq
- Maire sortant : Louisa Tookalook
- Maire élu : Jack Niviaxie
- Conseillers municipaux : Alec Sala, Samuel Tookalak Sr., Alice Alayco-Tooktoo, Mina Esperon, Lucy Kumarluk.

| Candidat                       | Voix |
| ------------------------------ | ---- |
| Jack Niviaxie                  | 97   |
| Davidee Sappa                  | 41   |
| Total                          | 138  |
| Taux de participation : 49.47% |      |

### Kuujjuarapik
- Maire sortant : Lucassie Inukpuk
- Maire élu : Anthony Ittoshat
- Conseillers municipaux : Lucassie Inukpuk, Rhoda Cookie, Jennifer Hunter, Mary Hannah Angatookalook, Serena Weetaltuk, Cora Fleming.

| Candidat                       | Voix |
| ------------------------------ | ---- |
| Anthony Ittoshat               | 149  |
| Raymond George Mickpegak       | 98   |
| Total                          | 247  |
| Taux de participation : 53.96% |      |